# Ayl
Ayl ist ein Winzerdorf und eine Ortsgemeinde im Landkreis Trier-Saarburg in Rheinland-Pfalz. Sie gehört der Verbandsgemeinde Saarburg-Kell an.

## Geographie
Ayl liegt in einem Seitental der unteren Saar zwischen dem Mohlemskopf, einer 321 m hohen Anhöhe nördlich von Saarburg, und der Ayler Kupp, einer 251 m hohen Bergzunge mit der gleichnamigen Weinlage.
Zu Ayl gehört der Ortsteil Biebelhausen.

## Geschichte
Ayl wird erstmals 1052 als Eile genannt, als Erzbischof Eberhard von Trier einen Vertrag mit dem Grafen Walram von Arlon schließt. Römische Brandgräber aus der Zeit um das Jahr 300 zeugen aber davon, dass Ayl bereits zu dieser Zeit besiedelt war und ein römisches Kastell beherbergte.
Von Mitte des 16. Jahrhunderts bis 1790 war das Trierer Domkapitel alleiniger Grundherr.
Am 18. Juli 1946 wurden Ayl und Biebelhausen gemeinsam mit weiteren 79 Gemeinden der Landkreise Trier und Saarburg dem im Februar 1946 von der übrigen französischen Besatzungszone abgetrennten Saargebiet angegliedert, das zu der Zeit nicht mehr dem Alliierten Kontrollrat unterstand. Am 6. Juni 1947 wurde diese territoriale Ausgliederung bis auf 21 Gemeinden wieder zurückgenommen, damit kamen Ayl und Biebelhausen an das 1946 neugebildete Land Rheinland-Pfalz.
Die heutige Gemeinde Ayl entstand am 7. Juni 1969 durch Neubildung aus den beiden bis dahin eigenständigen Gemeinden Ayl (830 Einwohner) und Biebelhausen (234 Einwohner). Seit 1970 gehörte sie der Verbandsgemeinde Saarburg an.
Bevölkerungsentwicklung
Die Entwicklung der Einwohnerzahl von Ayl bezogen auf das heutige Gemeindegebiet, die Werte von 1871 bis 1987 beruhen auf Volkszählungen:
| Jahr | Einwohner |
| ---- | --------- |
| 1815 | 305       |
| 1835 | 629       |
| 1871 | 667       |
| 1905 | 783       |
| 1939 | 947       |
| 1950 | 931       |
| 1961 | 970       |

| Jahr | Einwohner |
| ---- | --------- |
| 1970 | 1.077     |
| 1987 | 1.082     |
| 1997 | 1.259     |
| 2005 | 1.451     |
| 2011 | 1.464     |
| 2017 | 1.555     |
| 2023 | 1.580     |

## Politik

### Gemeinderat
Der Ortsgemeinderat in Ayl besteht aus 16 Ratsmitgliedern, die bei der Kommunalwahl am 9. Juni 2024 in einer personalisierten Verhältniswahl gewählt wurden, und der ehrenamtlichen Ortsbürgermeisterin als Vorsitzender.
Die Sitzverteilung im Gemeinderat:
| Wahl | WGH a | WGR b | WGS c | WGB d | Gesamt   |
| ---- | ----- | ----- | ----- | ----- | -------- |
| 2024 | 7     | 6     | 3     | –     | 16 Sitze |
| 2019 | 7     | –     | –     | 9     | 16 Sitze |

### Bürgermeister
Kornelia Hilsamer wurde am 5. September 2024 Ortsbürgermeisterin von Ayl. Da für die Direktwahl am 9. Juni 2024 kein gültiger Wahlvorschlag eingereicht wurde, oblag die Neuwahl des Bürgermeisters gemäß rheinland-pfälzischer Gemeindeordnung dem Rat, der sich auf seiner konstituierenden Sitzung für Kornelia Hilsamer entschied.
Hilsamers Vorgänger Siegfried Büdinger hatte das Amt 1994 übernommen. Nach 30 Jahren kandidierte er bei der Wahl 2024 nicht erneut als Ortsbürgermeister.

### Wappen
| Wappen von Ayl | Blasonierung: „Im Wellenschnitt geteilt von Silber und Blau, oben ein durchgehendes rotes Balkenkreuz, unten eine steigende goldene Spitze, darin eine grüne Traube am hinteren zweier an den Enden gekreuzten grünen Weintrieben mit je einem Blatt.“                                                                                |
| Wappen von Ayl | Wappenbegründung: Das rote Balkenkreuz in Silber verweist auf die Zugehörigkeit zu Kurtrier, der Wellenschnitt symbolisiert die Saar und die goldene Spitze in Blau (Bergkegel) mit Weintraube deutet auf die berühmteste Weinlage des Ortes, die Ayler Kupp, hin. In manchen Wappendarstellungen sind die Traubenbeeren goldgefüllt. |

## Bauwerke

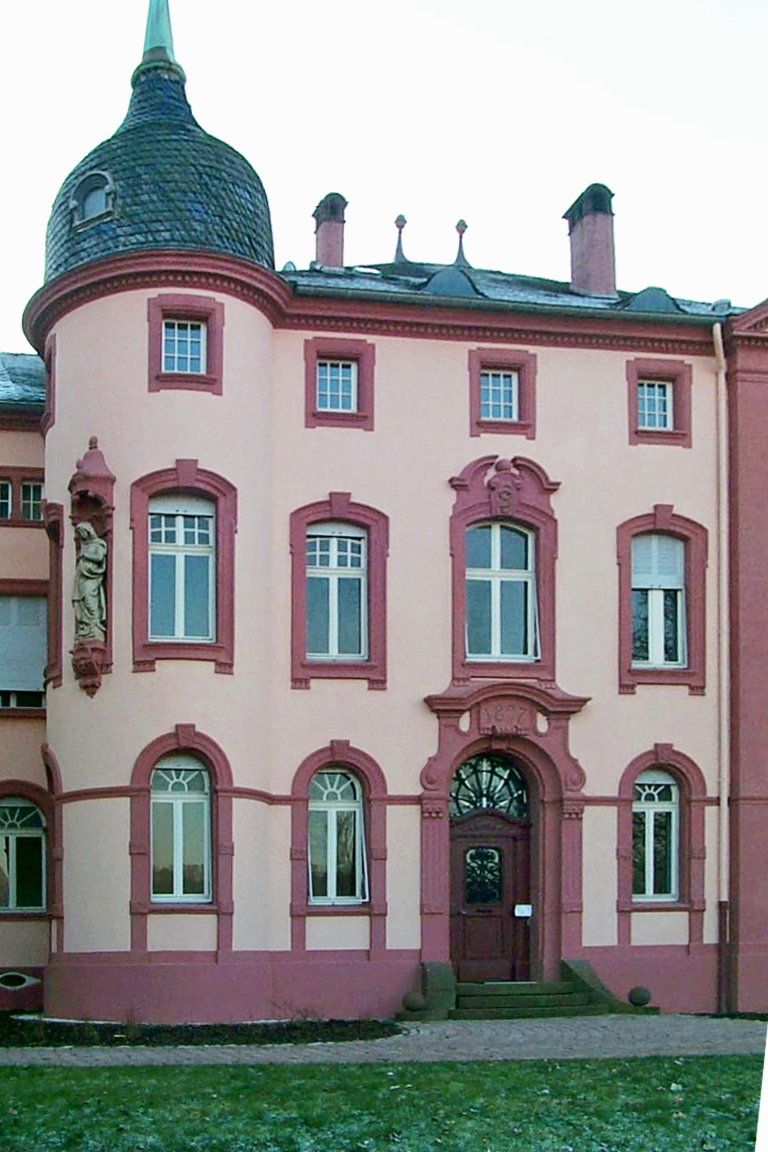
Ayler „Schloss“
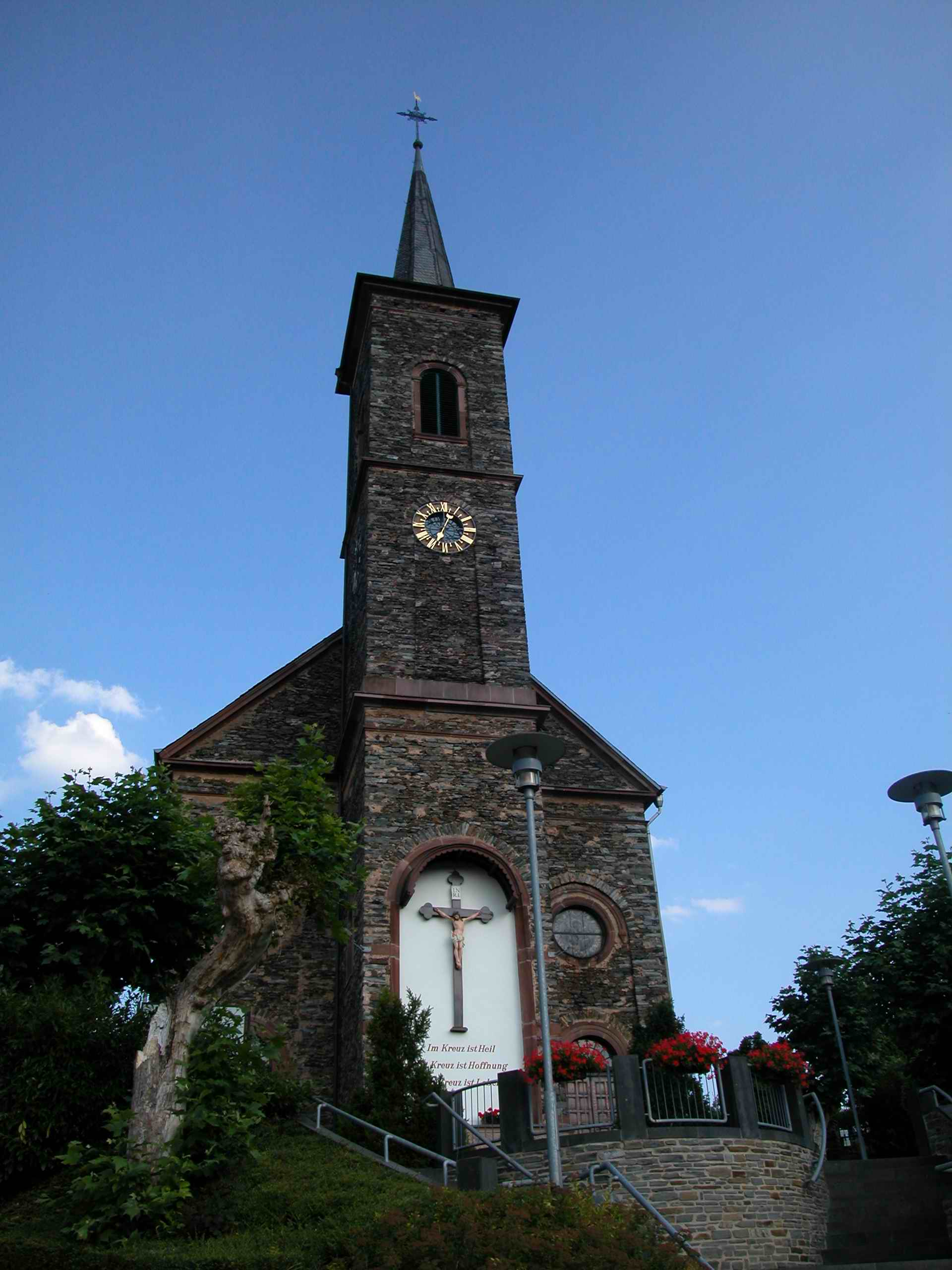
Kath. Pfarrkirche St. Bartholomäus in Ayl
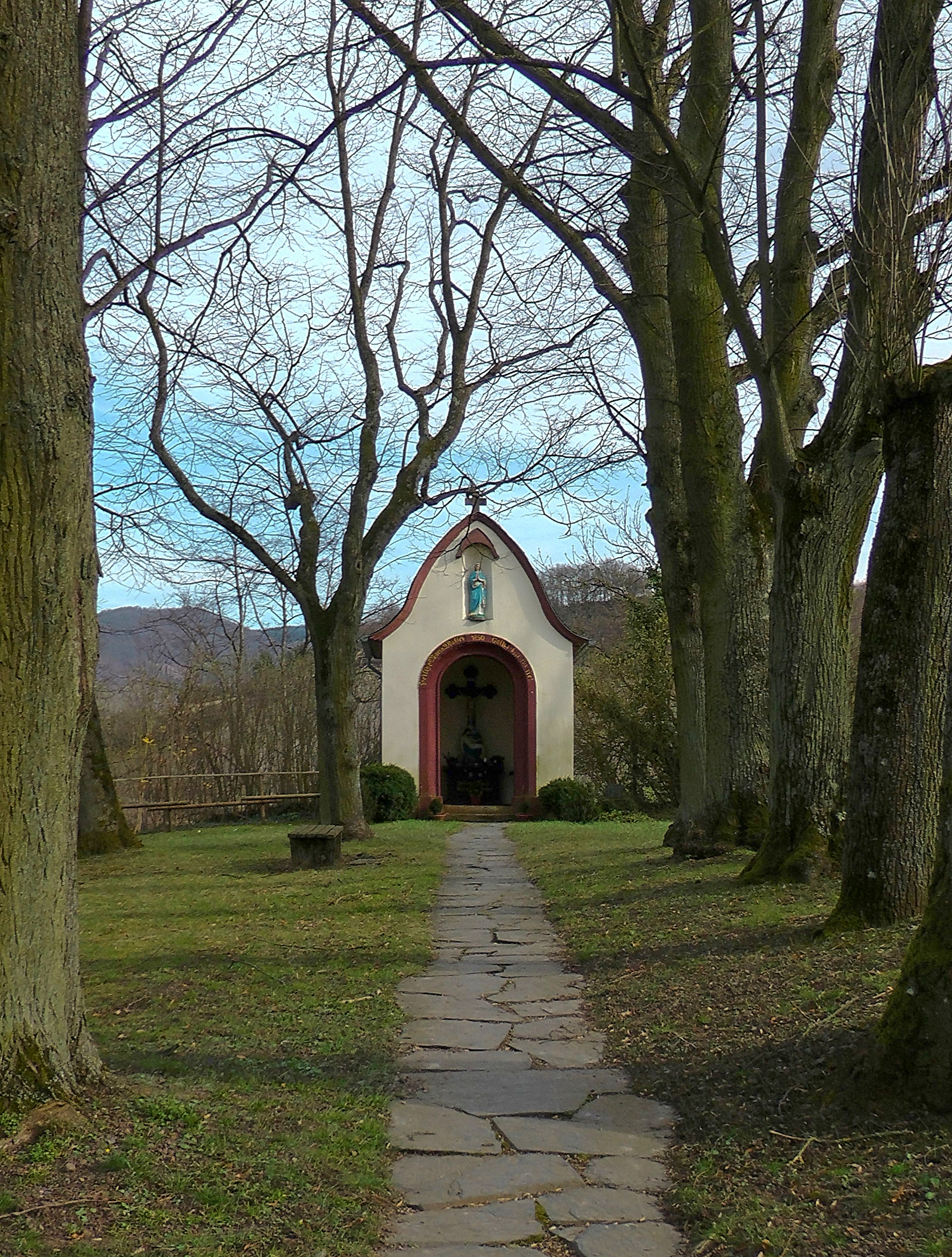
Lambertskirchhof

- Das Schloss Ayl ist ein ehemaliges Hofgut des Trierer Domkapitels. Der Gebäudekomplex mit Wohngebäude und Kelterhaus besteht in der heutigen Form seit 1897. Ein Park mit altem Baumbestand schließt sich an.
- Die katholische Pfarrkirche St. Bartholomäus ist ein Werk von Johann Claudius Lassaulx von 1846 bis 1848. Sie beherbergt eine spätgotische Steintaufe aus der Zeit um 1500 aus dem Vorgängerbau.
- Südöstlich des Ortes am zur Saar abfallenden Rand des Hochplateaus liegt der Lambertskirchhof mit Kapelle und Baumgruppe

## Wirtschaft und Infrastruktur

### Weinbau

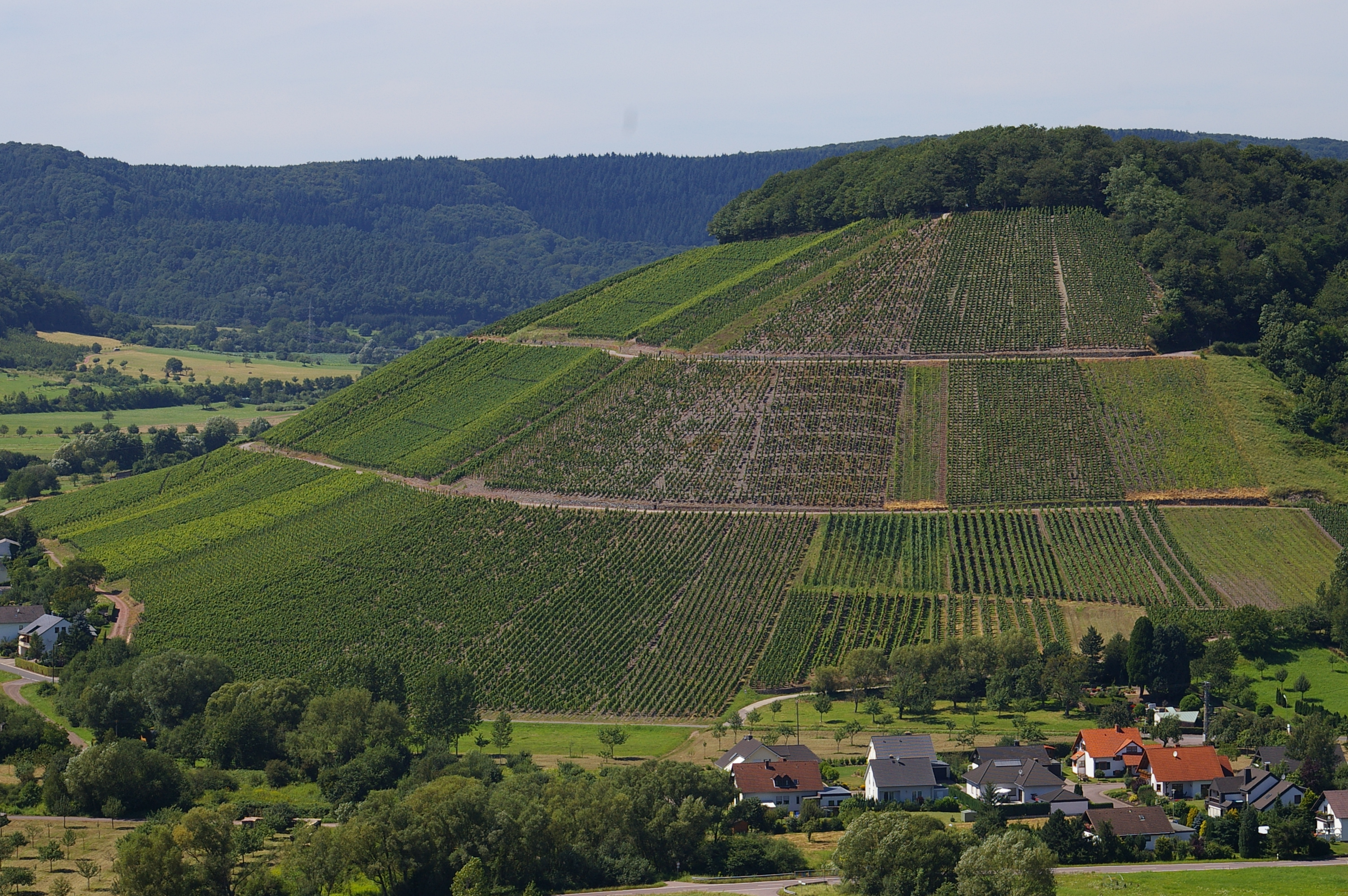
Weinlage Ayler Kupp

Ayl ist von jeher ein Weindorf gewesen. Schon die Römer betrieben an den Hängen Weinbau. Die Kirchenchronik weist bereits das Jahr 1289 als gutes Weinjahr aus. Bei der Weinversteigerung 1906 erzielte ein Fuder 1904er Ayler Kupp den bis dahin höchsten je für einen Saarwein gezahlten Preis von 15.030 Goldmark. Bei dieser Auktion kam es auch zum sogenannten Trierer Weinversteigerungsfall, der Generationen von Juristen in der zivilrechtlichen Ausbildung beschäftigen sollte.
Ayl gehört zum „Weinbaubereich Saar“ im Anbaugebiet Mosel. Im Ort sind 13 Weinbaubetriebe tätig, die bestockte Rebfläche beträgt 60 ha. Etwa 94 % des angebauten Weins sind Weißweinrebsorten (Stand 2010).
Weinlagen
- Ayler Kupp

### Unternehmen
Im Ortsteil Biebelhausen hat die Großbäckerei Biebelhausener Mühle mit etwa 60 Filialen in Rheinland-Pfalz, dem Saarland und Luxemburg ihren Sitz. Sie beantragte im März 2025 zum zweiten Mal in eineinhalb Jahren ein Insolvenzverfahren.